# Hispalo
Hispalo es un personaje mitológico, hijo de Hércules y padre de Hispan. Se le atribuye la fundación de Hispalis. Se habría convertido así en rey de Tartessos. También se llama Hispalo al río Guadalquivir.